# حصار أوستند
امتد حصار أوستند لثلاث سنوات، وضُرب على مدينة أوستند خلال حرب الثمانين عامًا والحرب الإنجليزية الإسبانية (1585–1604). حاصرت قوة إسبانية تحت إمرة ألبرت السابع أرشيدوق النمسا القلعةَ التي خضعت في البداية لسيطرة قوة هولندية وصلتها تعزيزات إنجليزية بقيادة فرانسيس فير، والذي أصبح حاكم المدينة. وقيل عن الواقعة إن «الإسبان هاجموا ما لا يُهزم؛ ودافع الهولنديون عمّا لا يمكن الدفاع عنه». وجعل تصميم الطرفين المتنازعَين على المنطقة الوحيدة الخاضعة للحكم الهولندي في إقليم فلاندر جعل الحملةَ تستمر لفترة أطول من غيرها في أي حرب. وأدى ذلك إلى حصار من أطول الحصارات وأكثرها دموية في التاريخ: إذ تعرّض أكثر من 100 ألف شخص خلال الحصار للقتل، أو الجروح، أو الإصابة بالأوبئة.
وصلت الإمدادات لأوستند عن طريق البحر، وهذا ما أسهم في استمرار الحصار لثلاث سنوات. استُبدل جنود الحامية مع انتهاء خدمتهم، وعادة ما ضمّت الحامية 3000 جندي بهدف تقليل عدد الإصابات والأمراض. شهد الحصار عددًا من الهجمات التي شنّها الإسبان، بما فيها هجوم فاشل شنّه 10,000 جندي مشاة إسباني في يناير من العام 1602 عندما كانت المدينة تحت حُكم فيري. بعد تكبدهم خسائر فادحة، استبدل الإسبان الأرشيدوق بأمبروسيو سبينولا، وتحول الحصار إلى حالة استنزاف، وشهد سقوطَ نقاط الدفاع القوية تدريجيًا الواحدة تلو الأخرى.
في نهاية الأمر، تمكن الإسبان من الاستيلاء على أوستند في 20 سبتمبر 1604، إنما بعد تدمير المدينة بالكامل وتغيير الاستراتيجية العامة منذ بدء الحصار. مثلت خسارة أوستند ضربة قاسية للجمهورية، إنما خابت آمال الدعاية الإسبانية وأهداف الإسبان الاستراتيجية بسبب الغزو الهولندي والإنجليزي لسلاوس الواقعة في الشمال الشرقي قبل أسابيع قليلة من استسلام أوستند. والأنكى من ذلك، فإن التكلفة الاقتصادية لتلك الحملة الطويلة وعدد القتلى الهائل قد حولت النتيجة إلى انتصار إسباني باهظ الثمن، وساهم الحصار فعليًا وبصورة كبيرة في الإفلاس الإسباني بعد ثلاث سنوات من ذلك التاريخ، والذي جاءت على إثره هدنة الإثني عشر عامًا.

## نبذة
في العام 1568، في عهد فيليب الثاني ملك إسبانيا، حاربت هولندا، والتي كانت حتى ذلك الحين تحت حكم الإمبراطورية الإسبانية، حاربت التاج الإسباني. شهدت المرحلة الأولى من الحرب غزوتين فاشلتين للمقاطعات شنتهما جيوش المرتزقة بقيادة الأمير فيليم الصامت (1568 و1572) والغارات الأجنبية التي شنّها المتسولون البحريون (وهو الاسم الذي أُطلق على القوات البرية والبحرية الهولندية غير النظامية). مع نهاية العام 1573، استولت قوّات المتسولين البحريين على غالب مقاطعات هولندا وزيلاند، كما حوّلوا ديانة سكانها إلى الكالفينية، وحصنّوها ضد الهجوم الإسباني. انضمت المقاطعات الأخرى إلى الثورة في العام 1576، وشُكّل اتحاد أوترخت العام.
في العام 1579، ضعف الاتحاد بشكل نهائي بسبب انشقاق المقاطعات التي تتبع الكنيسة الكاثوليكية الرومانية في اتحاد أراس ذات الغالبية من عرقية الوالون. بحلول العام 1588، استعاد الإسبان، بقيادة ألساندرو فارنيزي دوق بارما، البلدان المنخفضة الجنوبية، ممّا جعل أوستند لوحدها معقلًا رئيسيًا للمتمردين في المنطقة على طول الساحل، وتأهّبوا لتوجيه الضربة الأخيرة للجمهورية الهولندية الوليدة في الشمال. بالرغم من ذلك، استغلت الجمهورية الهولندية حالة انشغال الإسبان بمعاركهم المتزامنة ضد إنجلترا وفرنسا في ذلك الوقت لشنّ هجوم مضاد ناجح تحت إمرة موريس فان ناساو، واستمر من العام 1590 حتى 1600، وعُرفت تلك الفترة باسم سنوات المجد العشر.
في العام 1599، حكم أرشيدوق النمسا ألبرت وإيزابيلا كلارا يوجينيا، أخ وأخت فيليب الثالث ملك إسبانيا، بصفتهما ملكَين مشتركين لهولندا بناءً على وصية الملك فيليب الثاني المحتضر. بحلول العام 1600، كان موريس ناسو هو ستاتهاودر (الحاكم العام)، وكان يوهان فان أولدينبارنيفيلت في منصب المتقاعد الأكبر في برلمان هولندا.
في العام 1601، وفي ظلّ حُكم فيليب الثالث ودوق ليرما المقرّب منه، ضعفت إسبانيا اقتصاديًا نتيجةً للحرب والإفلاس، وذلك رغم حفاظها على هيمنتها في العالم. تجلّى ذلك في إفلاس الخزينة الملكية في العام 1575، والعمليات ضد العثمانيين في البحر الأبيض المتوسط، وثلاثين عامًا من الحرب في فلاندر ضد قوات المتمردين في جمهورية هولندا، والحرب مع إنجلترا التي بدأت منذ العام 1585. كانت إسبانيا قد خرجت لتوّها من حرب مكلفة وفاشلة ضد فرنسا. شكّلت الحروب عبئًا كبيرًا على الإمبراطورية الإسبانية، وبسببها لجأت إسبانيا للاعتماد المالي بشكل كامل على أسطول الكنوز التي جُلبت من المستعمرات. ومع ذلك، تبنّى فيليب مجموعةً شديدة العدوانية من السياسات، وذلك بهدف تحقيق «نصر عظيم» ضد كل من هولندا وإنجلترا. كان الوضع على طرف جمهورية هولندا مماثلًا، فقد تسبّبت كلٌّ مِن حالة الحرب التي دامت لأكثر من ثلاثين عامًا، وحصار إسبانيا على التجارة الخارجية تسبّبتا في استنزاف مالي. حاول الهولنديون تخفيف أزماتهم المالية الخانقة عبر التوسع التجاري في الهند الشرقية مع تأسيس شركة الهند الشرقية الهولندية. لم يختلف وضع إنجلترا، وقد كانت في ذلك الوقت في حربٍ ضد إيرلندا. مثل الهولنديين، أسس البريطانيون شركة الهند الشرقية التابعة لهم.
في العام 1600، استخدم الجيش الهولندي والإنجليزي بقيادة موريس ناساو وفرانسيس فير بعدَه أوستند قاعدةً لغزو فلاندر، وذلك في محاولةٍ لغزو مدينة دونكيرك بعد انتصارهم في معركة نيوبور. إنما لم يقع الغزو أبدًا بسبب الخلافات في القيادة الهولندية التي اعتبرت أن الاستيلاء على المدن التي تحتلها إسبانيا في الأجزاء الأخرى من هولندا له الأولوية كلما سنحت الفرصة. رضخ موريس لذلك الرأي، وأُجليت قواته بحرًا، وهو ما ترك أوستند في مواجهة بالإسبان.

## أوستند
تأسست أوستند قبل خمسمئة عام من حصارها، وكانت مدينة أوستند (التي تُرجمت إلى اللغة الإنجليزية تعني إيست - إند) في منتصف القرن السادس عشر قرية صيدٍ بلغ عدد سكانها 3,000 نسمة تقريبًا. بين الأعوام 1583 و1590، عزّز الهولنديون والإنجليز موقعَ أوستند الاستراتيجي في مقاطعة فلاندر الغربية، على طول بحر الشمال، وإتاحةَ الوصول إليها للقوة البحرية الهولندية، وتحولت إلى ميناء عسكري رئيسي. بالنسبة لولاية فلاندر، مثّل خضوع أوستند لسيطرة البروتستانت الهولنديين والإنجليز مصدرًا كبيرًا للإزعاج. على عكس غيرها من الأماكن في هولندا، لم يتمكن الإسبان قبلًا من الاستيلاء على أسوتند قط، بل وصدّت حامية المدينة هجومًا شنّه دوق بارما في العام 1583. في العام 1587، خلال استعداد الأرمادا الإسبانية لغزو إنجلترا، رفض بارما فكرة غزو أوستند باعتباره حركةً متهورة بعد الاستيلاء على سلاوس. إنمّا شنّت حامية المدينة عدة عمليات توغل متكررة في المناطق المجاورة. كانت أوستند هي المنطقة الوحيدة الخاضعة للجمهورية الهولندية في فلاندر، ومثّل الاستيلاء عليها أهمية إستراتيجية بالنسبة للإسبان.

### دفاعات المدينة
لم تكن دفاعات المدينة هي السبب الوحيد الذي دفع دوق بارما للحذر الشديد من مهاجمتها، بل كذلك قربها الشديد من البحر. بُنيت الكنيسة والمدينة القديمة لتواجه البحر، ولكن في العام 1583 كانت المدينة الجديدة، التي بُنيت في منطقة أبعد من البحر، محصنة بالأسوار، وجدران الخنادق الخارجية، وخندقين عريضين. حُفرت الكثبان، واستُجرّت مياه البحر لملء الخنادق وإحاطة المدينة. وراحت قناةٌ تسمى خويله تشكّل ميناءً جديدًا على الجانب الشرقي؛ إذ كانت قناةً عريضةً، وعميقة، وصالحةً للإبحار، وأفادت الحركة البحرية للمدينة.